# Nouna
Nouna is een Burkinese stad en is de hoofdstad van de provincie Kossi. Er leven ongeveer 20.000 mensen in de stad.
In het departement en de gemeente Nouna, een gebied van 1.488 km², leefden in 2019 naar schatting 89.000 mensen.
De meerderheid van de bevolking bestaat uit Fulbe en is moslim. De stad en de streek hebben te lijden onder geweld van islamitische terroristen en van burgerwachten bewapend door de regering. In december 2022 werden de lichamen van 28 mensen gevonden, die waarschijnlijk om het leven waren gebracht door zo'n burgerwacht.
De stad is sinds 1955 de zetel van het rooms-katholieke bisdom Nouna.
Bij de stad ligt een regionale luchthaven.